# Providence (série télévisée, 1999)
Pour les articles homonymes, voir Providence.
Ne pas confondre avec Providence, le téléroman québécois portant le même titre.
Providence est une série télévisée américaine en 96 épisodes de 42 minutes, créée par John Masius et diffusée entre le 8 janvier 1999 et le 8 novembre 2002 sur le réseau NBC.
En France, la série a  été diffusée à partir du 4 mars 2001 sur TF1 puis arrêtée en 2002 et rediffusée à partir du 19 décembre 2006 sur Téva. En Suisse, la série a été diffusée sur TSR1.

## Synopsis
La série est centrée sur le personnage du docteur Sydney Hansen, trentenaire  qui a quitté Beverly Hills où elle était chirurgien plastique pour retourner chez elle à Providence dans le Rhode Island après avoir surpris son petit ami chez elle. Il était en compagnie d'un homme sous la douche. Au cours du mariage de Joannie, la petite sœur de Sydney sa mère meurt de façon brutale. D'ailleurs, son « fantôme » l'accompagnera tout au long des épisodes. Ainsi, on suit les pérégrinations de toute la famille Hansen.

## Distribution

### Acteurs principaux
- Melina Kanakaredes (V. F. : Céline Monsarrat) : Dr Sydney « Syd » Hansen
- Paula Cale (V. F. : Sauvane Delanoë) : Janice « Joanie » Hansen
- Seth Peterson (V. F. : Dominique Guillo) : Robbie Hansen
- Concetta Tomei (V. F. : Béatrice Belthoise) : Lynda Hansen
- Mike Farrell (V. F. : Vania Vilers) : Dr James « Jim » Hansen

### Acteurs récurrents
- Leslie Silva (V. F. : Brigitte Berges) : Dr Helen Reynolds
- Dana Daurey (V. F. : Laurence Sacquet) : Heather Tupperman
- Samaria Graham (V. F. : Béatrice Bruno) : Isabel « Izzy » Nunez
- George Newbern (V. F. : Damien Boisseau) : Owen Frank
- Jon Hamm (V. F. : Patrick Delage) : Burt Ridley
- Cress Williams (V. F. : Jean-Louis Faure) : Dr Sam Magala
- Josh Daugherty (V. F. : Jean-François Pagès) : Charlie Abbott
- Nicki Aycox (V. F. : Barbara Kelsch) : Lily Gallagher
- Rob Estes (V. F. : Maurice Decoster) : John Hemming
- Cristine Rose : Cynthia Blake

## Récompenses
- Emmy Award 2000 : Meilleurs costumes pour l'épisode Syd au pays des merveilles.

## Épisodes

### Première saison (1999)
1. Un nouveau départ (Pilot)
2. Seconde chance (Home Again)
3. Le Paradis des chiens (All Good Dogs Go to Heaven)
4. Pas facile d’être une grande sœur (Sisters)
5. Remise en question (Runaway Sydney)
6. Une seconde tentative (Tying the Not)
7. Souvenirs, souvenirs (If Memory Serves '')
8. Il suffit d’y croire (Blind Faith)
9. Le Cordon bleu (Taste of Providence)
10. Rien n’est joué (You Bet Your Life)
11. Les Tribulations d’un petit cochon (Pig in Providence)
12. Au-delà de la médecine (Saint Syd)
13. Lilly fait des siennes (Family Tree)
14. Tourner la page (Good Fellows)
15. Dernier tango à Providence (Two to Tango)
16. Peines de cœur (Guys and Dolls)
17. Jamais deux sans trois (Heaven Can Wait)

### Deuxième saison (1999-2000)
1. La Surprise (The Third Thing)
2. Un an déjà (The Letter)
3. L’Anniversaire (The Birthday Party '')
4. Rien ne sert de courir (You Can’t Hurry Love)
5. L’Opération de la dernière chance ( He’s Come Undone)
6. La Visite du vétérinaire (The Phantom Menace)
7. Mauvais esprits (Sail Away '')
8. Merci Providence (Thank You Providence)
9. Tout peut changer (Home for the Holidays)
10. Zorro est arrivé (The Kiss)
11. Instinct maternel (Mother and Child)
12. La Rançon du succès (The Reunion)
13. Indépendance (The Apartment)
14. Deux pour le prix d’un (Sibling Rivalry)
15. Médecin avant tout (Do the Right Thing)
16. La Tempête (The Storm)
17. Restez fidèle à vous-même (Don’t Go Changin’)
18. L’Idée de génie (Family Ties)
19. Un amour de reporter (Taking a Chance on Love)
20. Il y a de l’amour dans l’air (Love Is in the Air)
21. Syd au pays des merveilles (Syd in Wonderland)
22. Le Paradis non merci (Paradise Inn)

### Troisième saison (2000-2001)
1. Tranquille chez soi (Safe At Home)
2. Bas les masques (Trick or Treat)
3. La Médecine romantique (The Good Doctor)
4. Au beau fixe (Rescue Me '')
5. Une femme à la mer (The Unsinkable Sydney Hansen)
6. Un thanksgiving inattendu (The Thanksgiving Story '')
7. Un Noël magique (The Gift)
8. La nuit porte conseil (Big Night)
9. Le Grand Nettoyage (The Gun)
10. Sauvés par le gong (Saved by the Bell)
11. Le Cours du destin (It Was a Dark and Stormy Night)
12. Angoisse d’enfant (The Lion Sleeps Tonight)
13. Un nouveau visage (The Invisible Man)
14. Nouvelle rencontre (ParentHood)
15. L’amour a ses limites (Love Story)
16. Mise en quarantaine (Exposure)
17. Un homme providentiel (Magician)
18. Sauvons Tyler ! (Meet Joe Connelly)
19. Conflits d’intérêts (Trial & Error)
20. Témoin à charge (Rule Number One)
21. Une liaison compromettante (Falling)

### Quatrième saison (2001-2002)
1. Le Retour de Jim (Dad)
2. On est bien chez soi (Home Sweet Home)
3. L’Envie d’acheter (Impulse Control)
4. Question de confiance (You Can Count On Me)
5. Le Dernier Tour (Civil Unrest)
6. Vive les mariés ! (Best Man)
7. Trop c’est trop (The Honeymoon’s Over)
8. Turbulences (Rocky Road)
9. Une traversée difficile (Gobble Gobble)
10. Rendez-vous surprise (The Mating Dance)
11. Il y a un début à tout ( The Start of Something Big)
12. Faute professionnelle (Shadow Play )
13. Un avocat hors du commun (The Good Fight)
14. Nouvelle vie (All The King’s Men)
15. Le Rôle d’une vie (Act Naturally)
16. Concours de beauté (Limbo)
17. Le Maillon faible (The Whole Truth)
18. Pour la bonne cause (Gotcha)
19. Grandes espérances (Great Expectations)
20. Les joies de l'université (Things Have Changed)
21. Perte de mémoire (Smoke And Mirrors)
22. Plus rien ne va (Out Of Control)

### Cinquième saison (2002)
1. Un nouveau départ (A New Beginning)
2. Titre français inconnu (It’s Raining Men)
3. Titre français inconnu (Cloak And Dagger)
4. Titre français inconnu (The Wedding Planner)
5. Titre français inconnu (Things That Go Bump In The Night)
6. Titre français inconnu (The Heart of the Matter)
7. Titre français inconnu (Truth and Consequences)
8. Titre français inconnu (Left-Overs)
9. Le son de la musique (The Sound of Music)
10. Titre français inconnu (Eye of the Storm)
11. Titre français inconnu (The Eleventh Hour)
12. Titre français inconnu (The Eleventh Hour)